# Zakłady Naprawcze Taboru Kolejowego we Wrocławiu
Zakłady Naprawcze Taboru Kolejowego – przedsiębiorstwo zajmujące się naprawą i budową pojazdów szynowych znajdujące się przy stacji Wrocław Nadodrze Towarowy, działające w latach 1866–1996.

## Historia
Zakład powstał w 1866 w związku z budową Kolei Prawego Brzegu Odry (Rechte – Oder – Ufer Eisenbahn). Od samego początku istnienia był najnowocześniejszym warsztatem kolejowym, w skład którego wchodziły nowoczesne suwnice do podnoszenia lokomotyw oraz system rozjazdów i przesuwnic. W 1931 nastąpiła reorganizacja i na bazie istniejącego zakładu powstały Zakłady Naprawcze Kolei Rzeszy (DRB-Ausbesserungswerke) o pow. ponad 120 tys. m², które zatrudniały ok. 1770 pracowników. Po zakończeniu II wojny światowej przystąpiono do odbudowy zniszczonej infrastruktury i już we wrześniu 1945 zostały oddane do użytku pierwsze naprawione lokomotywy. Od 1952 pod nazwą ZNTK. W trakcie rozbudowy w latach sześćdziesiątych i siedemdziesiątych powstały nowe hale: tłoczni blach, krajalni, budowy wagonów i acetylenowni a liczba zatrudnionych wzrosła do 5000 osób. W 1996 przedsiębiorstwo zostało przekształcone w spółkę akcyjną, co nie uratowało ZNTK od likwidacji, która nastąpiła trzy lata później. Wrocławskie ZNTK specjalizowało się głównie w naprawie i budowie wagonów towarowych, m.in. od 1973 roku produkowano tu wagony do przewozu polichlorku winylu i polietylenu, których główną częścią składową był ciśnieniowy aluminiowy zbiornik.
Począwszy od stycznia 2008 wszystkie zabudowania dawnych Zakładów zostały wyburzone, a sam teren w większości został zabudowywany budynkami mieszkalno-usługowymi, w ramach wieloletniej i kilkuetapowej inwestycji Promenady Wrocławskie.